# Ad Donatum
Ad Donatum è un'opera (probabilmente sotto forma di lettera) scritta intorno al 246 da Tascio Cecilio Cipriano, padre della Chiesa, rivolta all'amico Donato.
Si tratta di uno scritto apologetico, molto elaborato da un punto di vista retorico ma semplice nella struttura.
In quest'opera, basata sulla forte differenza tra la vita pagana e cristiana, san Cipriano spiega i motivi che lo condussero alla conversione. 
| Controllo di autorità | VIAF (EN) 175363617 · J9U (EN, HE) 987007361307805171 |